# Roque Costa Souza

Wappen von Weihbischof Roque Costa Souza

Roque Costa Souza (* 19. August 1966 in Rio de Janeiro, Brasilien) ist ein brasilianischer Geistlicher und römisch-katholischer Weihbischof in Rio de Janeiro.

## Leben
Roque Costa Souza empfing am 14. Juni 1994 durch Erzbischof Eugênio Kardinal de Araújo Sales das Sakrament der Priesterweihe für das Erzbistum São Sebastião do Rio de Janeiro.
Am 9. Mai 2012 ernannte ihn Papst Benedikt XVI. zum Titularbischof von Castellum Medianum und bestellte ihn zum Weihbischof in Rio de Janeiro. Der Erzbischof von São Sebastião do Rio de Janeiro, Orani Tempesta OCist, spendete ihm am 23. Juni desselben Jahres die Bischofsweihe; Mitkonsekratoren waren der Bischof von Nova Friburgo, Edney Gouvêa Mattoso, und der emeritierte Weihbischof in Rio de Janeiro, Assis Lopes.